# اوتیاشینو
اوتیاشینو (به لاتین: Utyashino) یک منطقهٔ مسکونی در روسیه است که در باشقیرستان واقع شده‌است.